# ويليام باركر (قاضي)
ويليام باركر (بالإنجليزية: William Parker)‏ هو محام بالقضاء العالي وقاضي أسترالي، ولد في 1870 في أورانج في أستراليا، وتوفي في 13 يوليو 1953 في بوتس بوينت ‏ في أستراليا.